# Sachsenhausen-Prozess

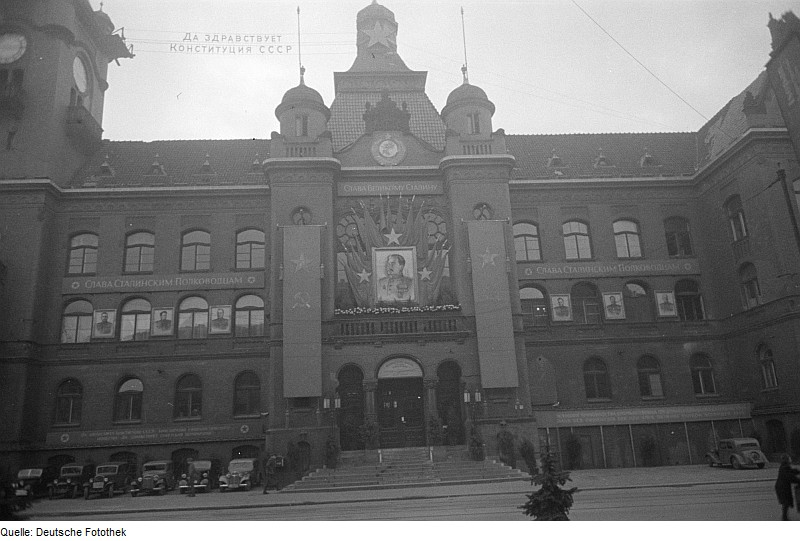
Prozessort: Das Pankower Rathaus als Sitz der sowjetischen Kommandantur, 1946
Inschriften auf den Transparenten: „Es lebe die Verfassung der UdSSR“, „Ruhm den Stalinschen Feldherren“ (zwischen den Fensterreihen) und „Ruhm dem großen Stalin“ (Mittelteil über dem Porträt)

Der Sachsenhausen-Prozess, in russischer Sprache offiziell als Berlinskij Prozeß (Berliner Prozess) bezeichnet, war ein Kriegsverbrecherprozess der UdSSR, der in der Sowjetischen Besatzungszone vor einem Sowjetischen Militärtribunal (SMT) gegen Angehörige des ehemaligen Lagerpersonals des Konzentrationslagers Sachsenhausen durchgeführt wurde. Dieser Prozess fand vom 23. Oktober bis zum 1. November 1947 im Rathaus Pankow auf der Rechtsgrundlage des Kontrollratsgesetzes Nr. 10 statt. Angeklagt waren der letzte Lagerkommandant des KZ Sachsenhausen sowie zwölf Angehörige seines Stabes, ein Zivilbeamter und zwei ehemalige Funktionshäftlinge aufgrund von Kriegsverbrechen und Verbrechen gegen die Menschlichkeit. Das Verfahren endete mit 16 Schuldsprüchen; neben 14 lebenslangen Freiheitsstrafen wurden zwei fünfzehnjährige Haftstrafen verhängt. Der Sachsenhausen-Prozess, eines der wenigen öffentlichen SMT-Verfahren, war ein stalinistischer Schauprozess.

## Vorbereitungen
Nach der Befreiung vom Nationalsozialismus übergaben die britischen Militärbehörden bis September 1946 mindestens zwölf der Angeklagten, die sich in ihrem Gewahrsam befanden, einschließlich umfangreichem Beweis- und Ermittlungsmaterials, den sowjetischen Behörden. Zwei beschuldigte Funktionshäftlinge sowie ein beschuldigter Zivilist befanden sich bereits seit 1945 in sowjetischem Gewahrsam. Insgesamt befanden sich schließlich mindestens 30 Angehörige des Sachsenhausener Lagerpersonals in sowjetischer Internierung.
Da es zunächst unklar war, ob der Prozess nicht auch vor einem deutschen Gericht durchgeführt werden würde, strengte auch die brandenburgische Generalstaatsanwaltschaft diesbezügliche Ermittlungen an. Zudem führten die sowjetischen Behörden noch umfassende Ermittlungen durch, insbesondere zu der Erschießung tausender sowjetischer Kriegsgefangener im KZ Sachsenhausen. Am 10. Dezember 1946 wurde schließlich entschieden gegen 16 Angeklagte einen öffentlichen Hauptprozess vor einem SMT zu führen und gegen die anderen Beschuldigten nicht öffentliche Verfahren durchzuführen. Hintergrund dieser Entscheidung auf höchster sowjetischer Ebene für die Angeklagtenauswahl für einen öffentlichen Prozess war wohl neben der Schwere der Taten, auch Funktion und Bekanntheit der Angeklagten. Noch im Dezember 1946 wurden die Prozessvorbereitungen intensiviert und die Beschuldigten verstärkt verhört. Zuvor wurde der Film Todeslager Sachsenhausen im ehemaligen Konzentrationslager erstellt, der später im Prozess als Beweisstück dienen sollte.
Vor Beginn des Sachsenhausen-Prozesses waren die späteren Angeklagten als Untersuchungshäftlinge im Speziallager Sachsenhausen interniert. Die Beschuldigten wurden im Zuge der Prozessvorbereitungen intensiv verhört, Zeugen gegenübergestellt und für ihre Aussagen vor Gericht durch sowjetische Verhörspezialisten präpariert, um einen „reibungslosen Prozessablauf“ nach sowjetischen Vorstellungen zu gewährleisten.

## Rechtsgrundlagen
Ursprünglich war geplant den Prozess nach Ukas 43 durchzuführen. Aufgrund der außenpolitischen Wirkung wurde jedoch auf Empfehlung des sowjetischen Justizministeriums eine Verfahrensdurchführung nach dem Kontrollratsgesetz Nr. 10 festgelegt.

### Anklage

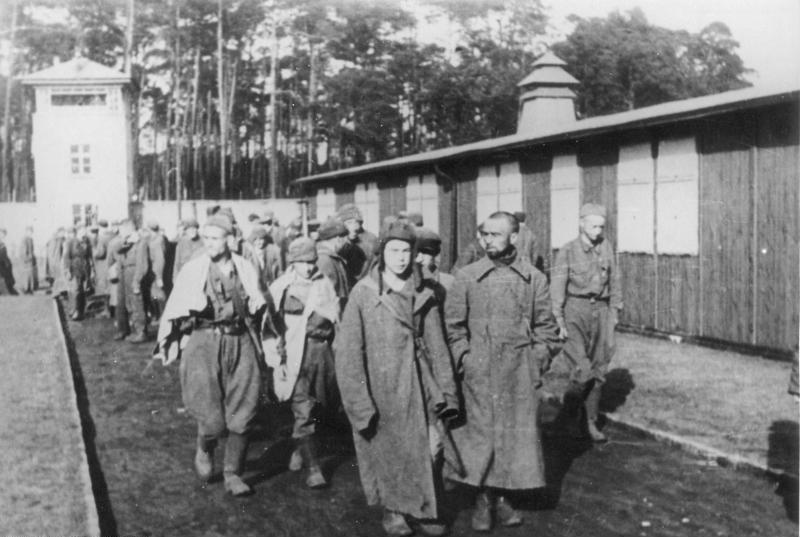
Ankunft sowjetischer Kriegsgefangener im KZ Sachsenhausen auf einer Aufnahme von 1941. Mehr als 10.000 sowjetische Kriegsgefangene wurden im KZ Sachsenhausen erschossen.

Angeklagt waren u. a. 13 ehemalige Angehörige des SS-Lagerpersonals des KZ Sachsenhausen: der letzte Lagerkommandant, der Lagerarzt, der zweite und dritte Schutzhaftlagerführer, der Arbeitseinsatzführer, der Zellenbauleiter, der Leiter des Außenlagers Klinkerwerk, ein Rapportführer sowie fünf Blockführer. Darüber hinaus waren noch zwei Sachsenhausener Funktionshäftlinge und der Zivilist Brennscheid angeklagt, der als Beamter des Reichswirtschaftsministeriums die Schuhprüfstelle im Lager leitete. In dieser Funktion war er für das 180-köpfige Schuhläufer-Kommando zuständig, dass täglich elf Stunden schwerbeladen 40 km weit Wehrmachtsschuhe einlaufen musste. Unter diesen Strapazen kamen viele Häftlinge vor Erschöpfung um oder brachen zusammen, woraufhin Brennscheid sie misshandelte. Der Funktionshäftling Sakowski galt als „Henker von Sachsenhausen“, da er bei Exekutionen von Mithäftlingen anwesend war und der brutale Kapo Zander war im Lagerkrematorium eingesetzt.
Die Anklage basierte auf den Tatbeständen Kriegsverbrechen und Verbrechen gegen die Menschlichkeit. Die Angehörigen des SS-Lagerpersonals waren größtenteils insbesondere der Teilnahme an der Ermordung sowjetischer Kriegsgefangener beschuldigt und allen Beschuldigten wurde darüber hinaus die Mitverantwortung für das verbrecherische Lagerregime vorgeworfen. Der Standortarzt Baumkötter war zudem an medizinischen Experimenten an Häftlingen beteiligt.

### Gericht
Das Sowjetische Militärtribunal setzte sich aus prozesserfahrenen sowjetischen Militärjuristen zusammen. Den Vorsitz des Sowjetischen Militärtribunals im Sachsenhausen-Prozess übernahm der Oberstleutnant Majorow. Die Anklagevertreter waren der Staatsanwalt F. Beljaev und dessen Stellvertreter Nikolaj Kotljar. Den Angeklagten wurden sowjetische Rechtsanwälte zur Seite gestellt.

## Prozessdurchführung
Am 23. Oktober 1947 begann im Rathaus Pankow gegen 16 Angeklagte vor einem Sowjetischen Militärtribunal der Sachsenhausen-Prozess, der in russischer Sprache offiziell als Berlinski prozess (Berliner Prozess) bezeichnet wurde. Dieser Prozess war eines der wenigen öffentlich geführten SMT-Verfahren. Unter den Zuschauern befanden sich neben internationalen Pressevertretern auch Persönlichkeiten wie Wilhelm Pieck, Anna Seghers und Otto Grotewohl zugegen. Im Mittelpunkt des Verfahrensgegenstandes Verbrechen im KZ Sachsenhausen stand der Massenmord an mehr als 10.000 sowjetischen Kriegsgefangenen im Herbst 1941. Insgesamt waren 27 Zeugen geladen, von denen 17 im Verfahren aussagten. Innerhalb weniger Prozesstage wurde das Verfahren durchgeführt; nach der Anklageerhebung folgten die Beweisaufnahme, Plädoyers und schließlich am 1. November 1947 Urteilsverkündung.
Die Urteile lauteten auf 14 lebenslange Haftstrafen mit Zwangsarbeit und zwei fünfzehnjährige Haftstrafen, ebenfalls mit der Pflicht zur Zwangsarbeit. Die Urteile basierten hauptsächlich auf den umfangreichen Geständnissen der Angeklagten und weniger auf den Ermittlungsergebnissen. Zu ihrer Entlastung beriefen sich die Angeklagten auf einen Befehlsnotstand.

### Die 16 Urteile im Einzelnen
| Angeklagter         | Funktion                        | Rang                                      | Urteil                                         |
| ------------------- | ------------------------------- | ----------------------------------------- | ---------------------------------------------- |
| Anton Kaindl        | Lagerkommandant                 | SS-Standartenführer                       | Lebenslang mit der Pflicht zur Zwangsarbeit    |
| Heinz Baumkötter    | Standortarzt                    | SS-Hauptsturmführer                       | Lebenslang mit der Pflicht zur Zwangsarbeit    |
| August Höhn         | 2. Schutzhaftlagerführer        | SS-Untersturmführer                       | Lebenslang mit der Pflicht zur Zwangsarbeit    |
| Michael Körner      | 3. Schutzhaftlagerführer        | SS-Obersturmführer                        | Lebenslang mit der Pflicht zur Zwangsarbeit    |
| Gustav Sorge        | Rapportführer                   | SS-Hauptscharführer                       | Lebenslang mit der Pflicht zur Zwangsarbeit    |
| Kurt Eccarius       | Zellenbauleiter                 | SS-Hauptscharführer                       | Lebenslang mit der Pflicht zur Zwangsarbeit    |
| Horst Hempel        | Blockführer und Lagerschreiber  | SS-Hauptscharführer                       | Lebenslang mit der Pflicht zur Zwangsarbeit    |
| Ludwig Rehn         | Leiter Abteilung Arbeitseinsatz | SS-Hauptscharführer                       | Lebenslang mit der Pflicht zur Zwangsarbeit    |
| Fritz Ficker        | Blockführer                     | SS-Oberscharführer                        | Lebenslang mit der Pflicht zur Zwangsarbeit    |
| Wilhelm Schubert    | Blockführer                     | SS-Oberscharführer                        | Lebenslang mit der Pflicht zur Zwangsarbeit    |
| Heinrich Fressemann | Direktor des Klinkerwerkes      | SS-Scharführer                            | Lebenslang mit der Pflicht zur Zwangsarbeit    |
| Manne Saathoff      | Blockführer                     | SS-Unterscharführer                       | Lebenslang mit der Pflicht zur Zwangsarbeit    |
| Martin Knittler     | Blockführer                     | SS-Rottenführer                           | Lebenslang mit der Pflicht zur Zwangsarbeit    |
| Paul Sakowski       | Kapo                            | Funktionshäftling                         | Lebenslang mit der Pflicht zur Zwangsarbeit    |
| Karl Zander         | Blockältester                   | Funktionshäftling                         | 15 Jahre Haft mit der Pflicht zur Zwangsarbeit |
| Ernst Brennscheid   | Leiter Schuhprüfstelle          | Beamter des Reichswirtschaftsministeriums | 15 Jahre Haft mit der Pflicht zur Zwangsarbeit |

## Vollzug der Urteile
Nach der Verkündung der Urteile wurden die Verurteilten zur Verrichtung von Zwangsarbeit im Dezember 1947 in den Gulag Workuta verbracht. Im Verlauf des Jahres 1948 verstarben Körner, Ficker, Fressemann und Saathoff und später auch Kaindl. Die Überlebenden wurden als sogenannte Nichtamnestierte, spätestens nach dem Staatsbesuch von Konrad Adenauer in der Sowjetunion 1955, im Januar 1956 in die Bundesrepublik Deutschland zur weiteren Strafverbüßung entlassen. Zunächst mussten diese Heimkehrer ihre Resthaft nicht antreten, aber etliche von ihnen mussten sich später erneut vor Gericht verantworten und auch Haftstrafen antreten, so Sorge, Schubert, Höhn, Hempel, Baumkötter und Eccarius. Als einziger wurde der ehemalige Kapo Paul Sakowski, der sogenannte Henker von Sachsenhausen, in die DDR überstellt. Dort musste er in verschiedenen Strafanstalten seine Haft bis 1970 weiter verbüßen.

## Wertungen und Wirkungen
Der Sachsenhausen-Prozess, der analog zu sowjetischen Schauprozessen zentral von Moskau aus gelenkt wurde, diente insbesondere propagandistischen Zwecken. So legten etliche Angeklagte die Anklage stützende umfangreiche Geständnisse ab und kritisierten dabei auch das Monopolkapital, welches für Ausbeutung der Arbeitskraft der KZ-Häftlinge verantwortlich gemacht wurde. Auf westliche Prozessbeobachter wirkten daher einige Aussagen der Angeklagten einstudiert. Im Gegensatz zu den in den westlichen Besatzungszonen durch Militärgerichte ergangenen Urteilen erschienen die im Sachsenhausen-Prozess verkündeten Urteile eher milde, weil die Sowjetunion die Todesstrafe im Mai 1947 abgeschafft hatte.

## Weitere Prozesse
- In der DDR fanden weitere Prozesse gegen Angehörige der Lagermannschaft des KZ Sachsenhausen statt, so z. B. gegen Arnold Zöllner, der 1966 wegen seiner im Lager begangenen Taten von dem Bezirksgericht in Rostock zu lebenslänglichem Zuchthaus verurteilt wurde.
- In der Bundesrepublik Deutschland wurden ebenfalls Prozesse gegen Angehörige der Lagermannschaft des KZ Sachsenhausen durchgeführt, so z. B. die Kölner Sachsenhausen-Prozesse in den 1960er Jahren.

## Weitere Prozessinformationen
- Während des Sachsenhausen-Prozesses wurde durch ein sowjetisches und ostdeutsches Filmteam eine Prozessreportage gedreht, die 1948 fertiggestellt wurde.[12]
- Zur Erinnerung an den Sachsenhausen-Prozess befand sich seit 1989 eine Gedenktafel im Rathaus Pankow. Nachdem diese Gedenktafel im Sommer 2008 entwendet worden war, wurde eine neu gestaltete und inhaltlich überarbeitete Gedenktafel im November 2008 im Rathaus Pankow angebracht.[13]